# ¿Por qué no te callas?
¿Por qué no te callas? (littéralement « Pourquoi tu ne te tais pas ? ») est une phrase adressée le 10 novembre 2007 par Juan Carlos Ier, à l'époque roi d'Espagne, à Hugo Chávez, président de la république bolivarienne du Vénézuela, lors du sommet ibéro-américain de 2007 qui s'est tenu à Santiago du Chili.

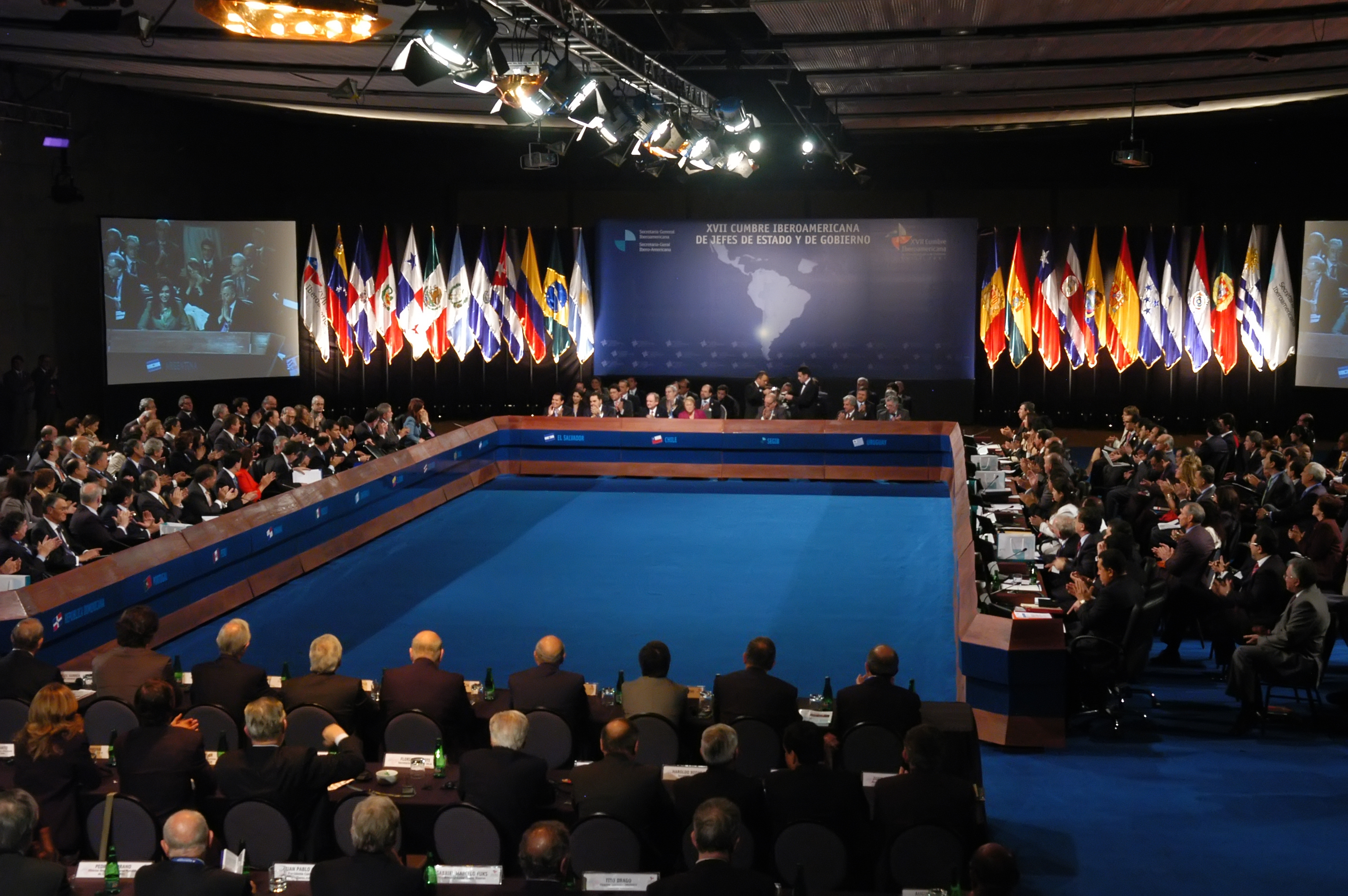
Sommet ibéro-américain de 2007 : Juan Carlos, Zapatero et Chávez sont assis à droite.

Juan Carlos a prononcé cette phrase après plusieurs interruptions par Hugo Chávez du discours du président du gouvernement d'Espagne, José Luis Rodríguez Zapatero, Chávez qualifiant le prédécesseur de ce dernier, José María Aznar, de « fasciste », « pire qu'un serpent », et l'accusant ensuite d'avoir soutenu une tentative de coup d'État au Venezuela, en 2002, contre lui-même.

## Incident
Le 9 novembre, le président vénézuélien Hugo Chávez dénonce une participation supposée du gouvernement espagnol à la tentative de coup d'État réalisée au Venezuela en 2002, alors dirigé par José María Aznar, et le qualifie de « fasciste ».
L'incident a lieu le jour suivant, durant la dernière journée du sommet ibéro-américain, pendant l'intervention du président du gouvernement d'Espagne, José Luis Rodríguez Zapatero. Le président Chávez l'interrompt alors continuellement et de façon répétée, qualifiant de « fasciste » l'ex-chef du gouvernement espagnol, José María Aznar, et affirmant qu'« un serpent est plus humain qu'un fasciste ». La présidence va jusqu'à déconnecter le micro du président Chávez, tandis que Zapatero demande le respect pour Aznar.
Suit alors l'échange suivant, dans lequel le roi Juan Carlos adresse la fameuse phrase à Chávez :
- José Luis Rodríguez Zapatero : Nous sommes autour d'une table réunissant des gouvernements démocratiques, qui représentent leurs citoyens dans une communauté ibéro-américaine qui a comme principes essentiels le respect. L'on peut se trouver aux antipodes d'une position idéologique, ce n'est pas moi qui suis proche de l'ex-président Aznar, mais l'ex-président Aznar a été élu par les Espagnols, et j'exige, j'exige…
- Hugo Chávez : Dites-lui aussi d'être respectueux.
- Zapatero : J'exige que…
- Juan Carlos Ier : Toi… !
- Zapatero : Un instant…
- Chávez : Dites-lui aussi la même chose.
- Zapatero : J'exige ce respect, pour une raison, de plus…
- Chávez : Dites-lui aussi la même chose, président.
- Zapatero : Bien entendu.
- Chávez : Dites-lui aussi la même chose…
- Le roi : Pourquoi tu ne te tais pas ?
- Michelle Bachelet : S'il-vous-plaît, pas de dialogue, vous avez tous eu du temps pour présenter votre position, président, terminez.
- Chávez : Il se peut qu'il soit espagnol, le président Aznar, mais c'est un fasciste et c'est un…
- Zapatero : Président Hugo Chávez, je crois qu'il y a une essence dans le principe du dialogue et que pour respecter, et pour être respecté, nous devons essayer de ne pas tomber dans l'outrage. On peut diverger radicalement des idées, dénoncer les comportements, sans tomber dans l'outrage. Ce que je souhaite exprimer, c'est qu'une bonne manière pour nous de travailler et nous comprendre en faveur de nos peuples respectifs est de nous respecter, nous les représentants démocratiques, et je demande, présidente Bachelet, que ce soit une norme de conduite dans un forum qui représente les citoyens, que nous respections tous nos dirigeants, tous les gouvernants et anciens gouvernants des pays qui forment cette communauté. Je crois que c'est un bon principe et désire ardemment que cela soit un code de conduite, parce que les formes donnent leur être aux choses, et l'on peut diverger radicalement sur tous les points, tout en montrant du respect aux personnes, ceci est le principe pour que l'on puisse être respecté soi-même ensuite. Je suis sûr que toute cette table et tous les Latino-Américains veulent que tous les gouvernants démocratiques (…) soient respectés, aujourd'hui et demain, même si nous divergeons profondément au niveau de nos idées.
- Chávez : Le gouvernement du Venezuela se réserve le droit de répondre à toute agression en tout lieu, en tout espace et avec le ton approprié[5].

## Conséquences

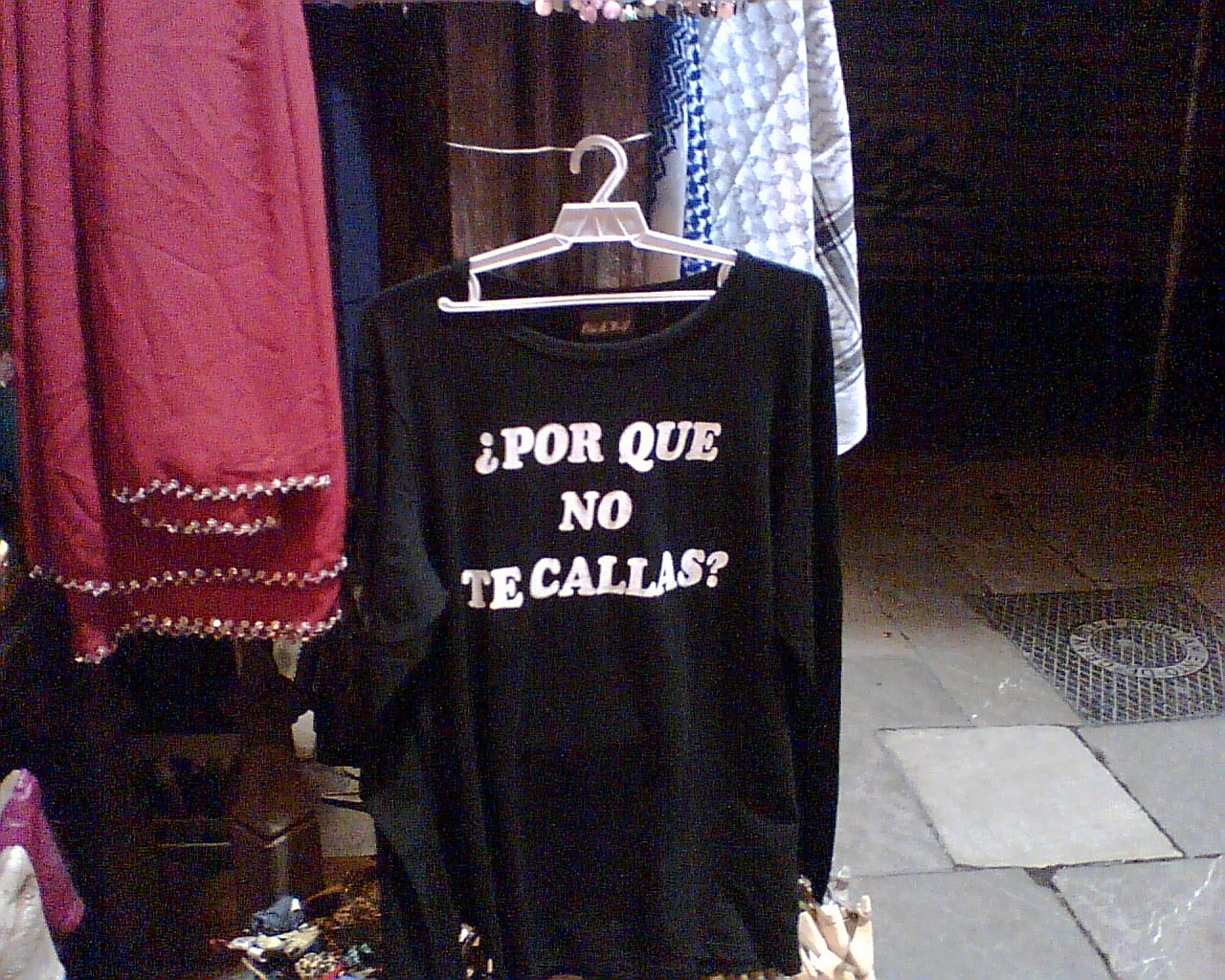
Tee-shirt portant le slogan « ¿Por qué no te callas? » à Grenade (2007).

La phrase a rencontré un écho immédiat au Venezuela alors que Hugo Chávez, dirigeant charismatique et controversé, était à la veille de réformes constitutionnelles par référendum qui entendaient renforcer son pouvoir dans son pays, référendum auquel la population a répondu par la négative.
On la voit apparaître sur des tee-shirts ou comme sonnerie de portable. Au Venezuela, elle devient un slogan chez certains opposants à Hugo Chávez. Le nom de domaine porquenotecallas.com est vendu sur Ebay pour 4 600 dollars. La chanson Baila el Chiki-chiki, qui a représenté l'Espagne au concours Eurovision de la chanson la même année, y fait également référence.
La phrase s'est aussi manifestée sur Internet avec des réuploads de l'incident par des internautes hispanophones et diverses parodies de marionnettes, de photomontages et de remix reggaeton.
Les relations entre Madrid et le président vénézuélien semblent s'être normalisées après une visite du président Chávez au roi Juan Carlos le 25 juillet 2008 à Majorque, au cours de laquelle le roi a offert à Chávez un tee-shirt avec la célèbre phrase.